# Mornas
Mornas este o comună în departamentul Vaucluse din sud-estul Franței. În 2009 avea o populație de 2.292 de locuitori.

## Evoluția populației
| An        | 1975  | 1982  | 1990  | 1999  | 2006  | 2009  |
| --------- | ----- | ----- | ----- | ----- | ----- | ----- |
| Populație | 1.189 | 1.737 | 2.087 | 2.209 | 2.243 | 2.292 |